# Polyalthia praeflorens
Polyalthia praeflorens är en kirimojaväxtart som beskrevs av Nguyên Tiên Bân. Polyalthia praeflorens ingår i släktet Polyalthia och familjen kirimojaväxter. Inga underarter finns listade i Catalogue of Life.